# Dorcadion holtzi
Dorcadion holtzi là một loài bọ cánh cứng trong họ Cerambycidae.